# Fred de la Bretonière

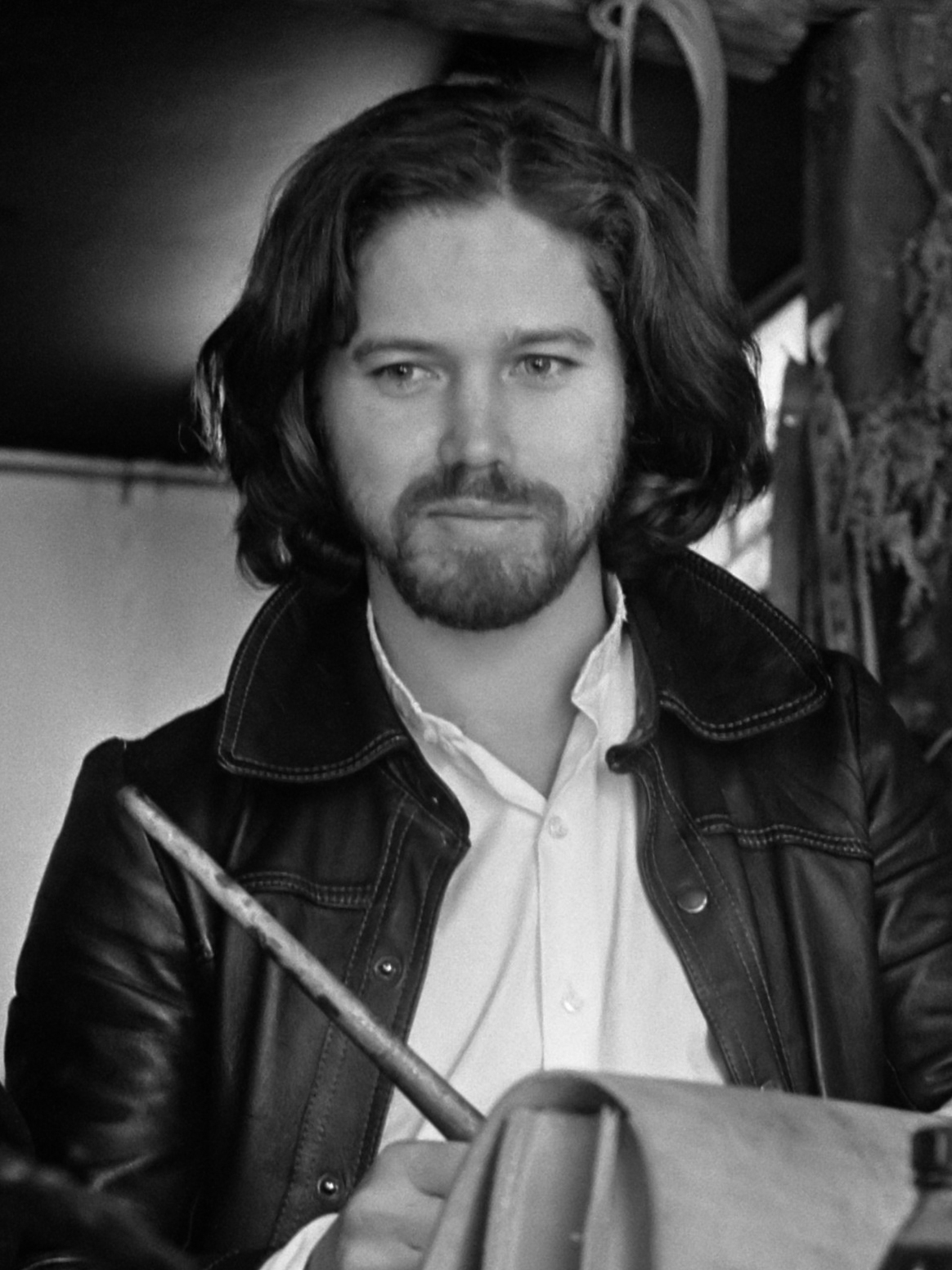
Fred de la Bretonière (1973)

Frederik Cornelis (Fred) de la Bretonière (Amsterdam, 23 december 1944) is een Nederlands schoenen- en tassenontwerper.
De la Bretonière begon in 1971 in Amsterdam zijn eerste winkel en had een atelier in de Spuistraat. In 1972 werd hij bekend door maatklompen, een soort Zweedse muilen waarvan het bovenleer ter plekke op de houten zool werd vastgespijkerd.
In 1976 werd hij uitgeroepen tot beste schoenen- en tassenontwerper van Nederland. Het bedrijf van De la Bretonière heeft inmiddels meerdere vestigingen. In 2004 voegde De la Bretonière het merk Shabbies-Amsterdam toe aan de Bretonière Group B.V.
De la Bretonière's dochter Esmée de la Bretonière (1973) is actrice.